# Хемус, Солли
Соломон Джозеф Хемус (англ. Solomon Joseph Hemus; 17 апреля 1923, Финикс, Аризона — 2 октября 2017, Хьюстон, Техас) — американский бейсболист и тренер. Играл на позициях шортстопа и игрока второй базы. Большую часть карьеры провёл в составе клуба «Сент-Луис Кардиналс», был его главным тренером с 1959 по 1961 год.

## Биография

### Ранние годы и начало карьеры
Соломон Хемус родился 17 апреля 1923 года в Финиксе. Он был третьим из пяти детей Бенджамина Хемуса и его супруги Эмили. Когда он был ребёнком, семья переехала в Сан-Диего, где жила в одном из бедных районов города. Хемус учился в школах Сент-Огастин и Сан-Диего. В те годы он играл в бейсбол, но скауты профессиональных клубов внимания на него не обратили. После окончания школы в 1941 году он был призван на военную службу. В течение четырёх лет Хемус служил на авианосце, занимаясь снаряжением самолётов. В тот же период он женился на Маргерит Магуайр.
В ноябре 1945 года он демобилизовался и получил приглашение от клуба «Бруклин Доджерс». Во время весенних сборов Хемусу не удалось пробиться в состав, после чего он поругался с тренером команды и был уволен. После этого он попал в фарм-систему «Сент-Луиса» и отыграл сезон 1946 года в «Покателло Кардиналс».

### Сент-Луис Кардиналс
Следующие три сезона Хемус провёл в команде AA-лиги «Хьюстон Баффалос», где зарекомендовал себя как одного из самых перспективных игроков клуба. В апреле 1949 года он дебютировал за «Кардиналс» в Главной лиге бейсбола, а в августе стал игроком основного состава, заменив травмированного Марти Мэриона. Большую часть сезона 1950 года Хемус провёл в AAA-лиге. В 1951 году Мэрион перешёл на тренерскую работу, а пришедший в команду ветеран Стэн Роджек получил травму. В результате Хемус провёл первый полный сезон в своей карьере, сыграв в 105 матчах с показателем отбивания 28,1 %.
В 1952 году Мэрион был уволен, его сменил Эдди Станки, отличающийся вспыльчивым характером. Хемус быстро поладил с новым тренером и стал копировать его манеру поведения. Он много спорил с судьями, дразнил соперников и выходил на поле в мешковатой форме, чтобы чаще зарабатывать хит-бай-питчи. В сезоне 1952 года в Хемуса попали мячом двадцать раз, что стало рекордом Национальной лиги. Также, по совету звёздного партнёра по команде Стэна Мьюзела, он начал играть битой с тонкой рукоятью, что повысило эффективность отбивания. Он выбил пятнадцать хоум-ранов против двух в предыдущем сезоне, и стал лидером лиги по количеству набранных ранов. После окончания чемпионата Станки заявил, что он знает о проблемах Хемуса в защите, но всегда найдёт ему место в команде.
У руководства клуба, критикуемого в прессе за плохие результаты и подбор игроков, было другое мнение. Новый владелец «Кардиналс» Огаст Буш за 100 тысяч долларов купил у «Цинциннати Редс» молодого шортстопа Алекса Граммаса. Эдди Станки рассудил, что держать в запасе купленного за большие деньги игрока ему не позволят. Хемус потерял место в стартовом составе и в следующие два года выходил на поле на замену на различные позиции в инфилде, а также в роли пинч-хиттера. В мае 1956 года «Сент-Луис» обменял ветерана в «Филадельфию».

### Главный тренер
В новом клубе Хемусу досталась та же роль запасного-универсала, несмотря на то, что «Филлис» в целом были слабой командой. Он провёл в Филадельфии три сезона, став ценным пинч-хиттером благодаря умению зарабатывать бейс-он-боллы. Это немного компенсировало слабую игру Хемуса на бите.
После окончания сезона 1958 года «Кардиналс» уволили главного тренера Фреда Хатчинсона. Претендентом на должность считался Джонни Кин, работавший в одном из фарм-клубов, но Огаст Буш неожиданно предложил работу Хемусу. Сам он рассчитывал, что сможет вернуться в «Сент-Луис» и начать карьеру тренера, но не думал, что сразу же возглавит главную команду.
На посту главного тренера «Кардиналс» он провёл два с половиной года. Практически все, с кему ему довелось работать, характеризовали Хемуса отрицательно. Питчер Джим Броснан говорил о том, что он очень много знает, но при этом не умеет общаться с людьми. Стэн Мьюзел считал, что проблема тренера была в том, что он пытался одновременно быть и крутым, и хорошим парнем. Чернокожие Боб Гибсон и Керт Флуд называли Хемуса расистом.
В том, что команда при Хемусе играла плохо, был виноват не только тренер, принимавший поспешные и неверные кадровые решения. Против него был настроен генеральный менеджер Бинг Дивайн, работавшие в клубе Кин и Харри Уокер сами рассчитывали занять должность главного тренера. Несколько ведущих игроков покинули команду. В июле 1961 года Хемус был отправлен в отставку. Его сменил Джонни Кин, при котором результаты «Кардиналс» быстро улучшились.

### Дальнейшая карьера
Несмотря на молодость, Хемус больше не получил шанса поработать главным тренером в Главной лиге бейсбола. Он провёл по два года в «Нью-Йорк Метс» и «Кливленд Индианс», а в 1966 году возглавлял команду AAA-лиги «Джэксонвилл Санс». Затем он ушёл из бейсбола и переехал жить в Хьюстон.
В Техасе он занимался торговлей нефтью и быстро стал заметной фигурой в деловых кругах города. Хемус регулярно оказывал финансовую поддержку бывшим бейсболистам и их семьям. В 1989 году он женился второй раз. Выйдя на пенсию, большую часть времени он с новой супругой уделял путешествиям.
Соломон Хемус скончался в Хьюстоне 2 октября 2017 года. Ему было 94 года.